# Голову Гіммлера звуть Гайдріх
Гóлову Гíммлера звуть Гáйдріх (HHhH) — дебютний роман французького автора Лорана Біне, опублікований у 2010 році паризьким видавництвом Grasset & Fasquelle. Роман розповідає про операцію «Антропоїд» — убивство одного з нацистських лідерів Райнгарда Гайдріха в Празі під час Другої світової війни.
Роман було відзначено Гонкурівською премією за дебютний роман 2010 року. 

## Сюжет
У романі розповідається про спецоперацію «Антропоїд» та життя її головних дійових осіб — об'єкта операції Райнгарда Гайдріха і його вбивць Йозефа Ґабчика та Яна Кубіша. Хронологічно побудована історична розповідь переплітається з описом процесу дослідження та написання книги автором, його коментарями про інші літературні та медійні трактування цієї теми, а також роздумами про те, наскільки поведінку реальних людей може бути за потреби вигадано в історичному романі.  

## Назва
Заголовок твору відсилає до поширеного в середовищі державного й поліційного апарату Третього Рейху прізвиська очільника СД і рейхспротектора Богемії та Моравії Райнгарда Гайдріха — Himmlers Hirn heißt Heydrich (скорочено — HHhH), укр. Голову Гіммлера звуть Гайдріх (інші варіанти перекладу: Гіммлерів мозок звати Гайдріх, Гіммлер говорить голосом Гайдріха, Голову Гіммлера готував Гайдріх). Це прізвисько засвідчувало зрослий на кінець 1930-х — початок 1940-х років авторитет Гайдріха в нацистській Німеччині. 

## Особливості видання
Заголовок було запропоновано Лоранові Біне видавництвом Grasset замість  «занадто науково-фантастичної назви» Операція "Антропоїд". Редактор також попросив скоротити роман приблизно на двадцять сторінок, які перед тим розкритикував  Джонатан Літтель, автор франкомовного роману Les Bienveillantes (укр. Доброзичливиці) про СС у Другій світовій війні,  відзначеного «Гонкурівською премією» у 2006 році.   "The Millions" опублікували "відсутні сторінки" у 2012 році. 

## Переклади
Роман "Голову Гіммлера звуть Гайдріх" перекладено більш ніж двадцятьма мовами.  Переклад англійською мовою (перекладач Сем Тейлор) опубліковано в США  видавничою компанією Farrar, Straus та Giroux 24 квітня 2012 року, а у Великій Британії — видавництвом Harvill Secker 3 травня 2012 року.
Перше видання роману українською мовою здійснило 2018 року харківське видавництво «Віват» під назвою «HHhH: Голову Гіммлера звуть Гайдріх» (переклад Олега Греська з першого французького видання 2010 року).

## Екранізація
За мотивами роману Л. Біне режисер Седрік Хіменес створив 2017 року художній фільм «Людина з залізним серцем» (у Франції вийшов до прокату під назвою «HHhH», у Канаді — як «Убити Гейдріха») у жанрі історико-біографічного воєнного трилера-драми.  Стрічку вироблено спільно Францією й Бельгією. У головних ролях знімалися: Джейсон Кларк, Розамунд Пайк, Міа Васіковська, Джек О'Коннелл та Джек Рейнор.

## Нагороди та відзнаки
- 2010 Prix Goncourt du Premier Roman [1]
- 2011 Europese Literatuurprijs, shortlist
- 2012 National Book Critics Circle Award, finalist [9]
- 2012 New York Times Notable Book of the Year